# Атака титанів
«Атака титанів» (яп. 進撃の巨人, Shingeki no Kyojin, англ. Attack on Titan, дос. «Велетень, що атакує», або «Атакуючий титан») — манґа Ісаями Хаджіме. Сюжет відбувається у світі, де людство живе всередині міст оточених величезними стінами, що захищають їх від гігантських людожерних гуманоїдів, яких називають Титанами; історія слідує за Ереном Єґером, який поклявся знищити Титанів після того, як вони призвели до руйнування його рідного міста та смерті матері. Атака Титанів виходила в щомісячному журналі Bessatsu Shōnen Magazine з вересня 2009 року по квітень 2021. Станом на січень 2021 року зібрана у 34 томи.
Аніме-серіал, що адаптував мангу, створений студіями Wit Studio (сезони 1–3) та MAPPA (4 сезон). Перший сезон із 25 серій виходив в ефір з квітня по вересень 2013 року, а потім 12-серійний другий сезон з квітня по червень 2017 року. Третій сезон із 22 серій виходив у двох частинах, перші 12 серій виходили в ефір з липня по жовтень 2018, а останні 10 серій з квітня по липень 2019 року. Перша половина четвертого та останнього сезону з 16 епізодів була показана в грудні 2020 року, прем'єра другої половини відбулася в січні 2022 року.
Компанія Nitroplus випустила чотири візуальних романи за мотивами манги. У серпні-вересні 2015 року було випущено заснований на манзі повнометражний ігровий фільм «Атака титанів» режисера Шінджі Хіґучі; в прокаті фільм був розбитий на дві частини з підзаголовками «Жорстокий світ» і «Кінець світу». Випускалися також засновані на манзі візуальні новели, комп'ютерні ігри в жанрі Action, анімаційні фільми — спін-оффи.
Атака Титанів стала критичним і комерційним успіхом. Станом на грудень 2019 року манґа має понад 100 мільйонів проданих томів в усьому світі, що робить її однією з найбільш продаваних серій манги всіх часів. Вона виграла кілька нагород, включаючи премію манґи Коданся, премію Аттіліо Мікелуцці та премію Гарві. Аніме серіал також був добре сприйнятий критиками: перші три сезони були зустрінуті з похвалою за їх історію, анімацію, музику та озвучення, що підвищило популярність серіалу в усій Азії, а також у США.

## Сюжет
Згідно зав'язці манги, за 100 років до початку її подій людство було практично повністю знищено невідомою людиноподібною расою величезних істот, названих «титанами». Люди були змушені сховатися за трьома високими стінами, яким дали назви Сіна (яп. シーナ Сі: на, внутрішня стіна), Роза (яп. ローゼ Ро: дзе, середня стіна) і Марія (яп. マリア Маріа, зовнішня стіна). Так люди жили багато років, думаючи, що перебувають у цілковитій безпеці. За кожною стіною із зовнішнього боку були побудовані «райони» — містечка, що слугують зовнішнім кордоном оборони і також оточені стінами.
«Титани» — м'ясоїдні велетні, що схожі на людей, але відрізняються величезним зростом — від трьох до п'ятнадцяти метрів, і в манзі з'являються створіння ще більш жахливих розмірів. Титани не носять ніякого одягу і мають різні особливості, будь то відсутність шкіри, величезний тулуб або пилкоподібні зуби. Вони пожирають людей, хоча і не мають потреби в їжі; пересуваються в одночасно комічній і лякаючій манері.
Автор манги Ісаяма Хаджіме, відповідаючи на питання, чому він обрав велетнів на роль чудовиськ, що протистоять людям, відповідав: «Велетні — це бридко, ось чому». На образ руйнівних титанів могли вплинути не стільки улюблені японським кінематографом тема величезних монстрів — Кайджю, подібних Ґодзіллі або Гідори, скільки картини іспанського художника Франсіско Гойї.
У манзі з'являється кілька військових підрозділів, покликаних захищати поселення людей від титанів. Солдат навчають битися і вбивати титанів за допомогою «пристрою просторового маневрування», скорочено ППМ. Він дозволяє переміщатися в тривимірному просторі, чіпляючись за об'єкти і виступи, і дає можливість досягти єдиного слабкого місця титанів — основи шиї. Солдати гарнізону охороняють стіни, але єдині люди, які виходять за їх межі, — бійці розвідувального загону. Також є Королівська варта, що виконує роль поліції і охороняє Короля.
Пізніше герої дізнаються, що вони є частиною елдійського народу, який колись мав велику імперію. Самі ж мешкають на острові Парадіз.
Мапа світу в «Атаці титанів» уявляє собою перевернуту та відзеркалену мапу самої Землі. У манзі з'являються й інші країни поза межами острова, включаючи Марлі, метою якої є посилення державного авторитету за рахунок війн, перш за все — з Парадізом. Марлійці використовують діаспору ельдійців, що не встигла залишити країну, як зброю (так як лише вони мають змогу перетворюватись на титанів).

## Персонажі

### Головні
- Ерен Єгер (яп. エレン・イェーガー)

Центральний чоловічий персонаж. Ідеалістичний та імпульсивний, Ерен прагне знищити Гігантів і досліджувати навколишній світ. У віці 9 років врятував Мікасу від работоргівців, які вбили сім'ю дівчинки та викрали її саму. Під час атаки титанів в 845 році Ерен своїми очима бачив, як його мати з'їв усміхнений титан. Ця подія викликала у Ерена щиру ненависть до титанів, і він присягнувся знищити їх усіх. Два роки по тому він разом з Мікасою Аккерман і Арміном Арлертом надійшов в Кадетське училище і був зарахований в 104-й кадетський загін. Посів 5 місце серед десяти найкращих кадетів своєї групи. Не володіє жодними особливими талантами, проте Ерен доволі цілеспрямований, тому впевнено поліпшує свої навички. Хлопець проявляє дивну здатність перетворюватись на 15-метрового Титана та контролювати його. Ерен вважає, що став таким у результаті ін'єкцій, які зробив йому батько після смерті матері. Хлопець спершу не міг повністю підкорити тіло Титана, проте після певних тренувать все ж таки отримав над ним повний контроль. Коли тіло Титана перестає бути функціональним, Ерен виходить із його задньої частини шиї (найслабкіше місце усіх Гігантів), а саме тіло Титана з часом повністю випарується та зникає.
Ерен — молодий чоловік середнього зросту з м'язистим тілом. Має досить довге, але округле обличчя і бірюзовий колір очей (в манзі колір очей Ерена сірий). В манзі у нього довге волосся темно каштанового кольору (в аніме колір волосся Ерена — сіро-коричневий), шкіра Ерена злегка засмагла. Найкраще Ерена характеризують такі визначення, як цілеспрямованість, наполегливість, імпульсивність. З самого дитинства Ерен мріяв вступити в Корпус Розвідки і вийти за межі стін. Він порівнював життя людей в Стінах з життям худоби в клітці.
Ерен завжди дбав про свого найкращого друга дитинства, Арміна, і про свою родину, заради них він був готовий пожертвувати життям. Найчастіше це демонструвалося в спробах Ерена захистити Арміна від вуличних задирак, які були значно сильніші за них обох разом узятих, а також, коли він намагався підняти уламки будинку, що впали на його матір в спробах врятувати її життя під час падіння Шіґаншіни.
Зовнішність титана Ерена відрізняється від його людської форми досить сильно. Зріс його титана — 15 метрів. Має довге волосся, що спадають на плечі, подовжені вуха і довгий язик, а риси його обличчя досить специфічні. Його очі глибоко посаджені, а рот досить незвичної форми і не пристосований для мови, хоча його титан здатний видавати страхітливий рев, що означає гнів, або ж лють. На щоках титана Ерена мало плоті, а істотна її площа займає щелепа, оголена через відсутність губ.
- Мікаса Аккерман (яп. ミカサ・アッカーマン)

Усиновлена дитина сім'ї Єгерів, зведена сестра Ерена, центральний жіночий персонаж. Мікаса — наполовину азіатка й остання представниця своєї раси, яка проживає в стінах після того, як усі інші люди-азіати були знищені монархією. Мікаса — досить висока, струнка і фізично сильна дівчина з чорним волоссям, яке майже доходить до плечей, спочатку воно було довшим, але вона підстриглася для зручності в користуванні ППМ. Аккерман стала більш замкнутою та емоційно стриманою після того, як вбили її батьків, однак дівчина любить і піклується про своїх друзів — Ерена та Арміна, вбачаючи у них свою сім'ю, яку не хоче знову втратити. Її особистість сильно змінилася у дорослий бік під впливом Ерена, коли вони разом убили розбійників-викрадачів; «світ жорстокий, і, щоб вижити, треба боротися» — ці слова залишилися з нею донині.
Перш ніж її прийняли до сім'ї Єгерів, матір дівчини та батько загинули від рук работоргівців. Мікасу врятував Ерен після того, як знайшов дівчинку й убив викрадачів. Після цього вона почала дуже піклуватися про нього, ходити за ним, як тінь, і слідувати завжди незалежно від обставин, дотримуватися будь-яких остаточних рішень, які він зробить. Мікаса має сильне відчуття правильного та неправильного, добре знає, що не завжди може вплинути на зведеного брата у своїх рішеннях. Дівчина сприймає думку Ерена настільки серйозно, що, коли він одного разу сказав їй, що її волосся занадто довге, вона відразу ж його підстригла, хоча Жан до того сказав, що в неї красива зачіска.
Посіла 1 місце серед кадетів-випускників своєї групи, попри сліпу лояльність до Ерена зберігає самовладання у будь-якій ситуації (за винятком, коли її брату загрожує небезпека), вважається безпрецедентним генієм з бойових навичок. Мікасу часто дражнять за її прихильність до зведеного брата. З розвитком сюжету з'являються натяки, що Мікаса кохає Ерена: зокрема, про це говорить капітан Ян Детріх на даху, захищаючи Ерена-гіганта, Акерман відверто ревнує Ерена до Енні Леонхарт під час їхніх тренувань.
У неї є невеликий шрам нижче правого ока, який вона отримала коли Ерен під час Битви за Трост несвідомо спробував вбити її в формі титану.
Мікаса носить стандартну форму солдата Корпуса Розвідки з білою сорочкою. На деяких місіях Мікаса також носить зелений плащ з емблемою Розвідкорпуса. Відмінною рисою в одязі Мікаси є темно-коричневий (червоний в аніме) шарф, який їй подарував Ерен після того, як врятував її від викрадачів. Тому, цей шарф дуже дорогий для неї і вона завжди носить його.
- Армін Арлерт (яп. アルミン・アルレルト)

Найкращий друг Ерена, фізично й емоційно слабкий, хоча його стратегічна інтуїція рятувала Ерена та Мікасу кілька разів. Армін — досить малий на зріст для свого віку, хоч і має доволі міцну статуру. У нього європейська зовнішність і досить ніжні риси обличчя, довге волосся, яке майже доходить до пліч, великі, виразні, карі (блакитні в аніме) очі, темні брови і трохи кирпатий ніс. Він, як і раніше, вважає себе абсолютно некомпетентним і ненавидить себе за те, що покладається на інших. За солдатськими стандартами Армін практично не володіє високими фізичними здібностями, але геній, коли мова йде про теоретичну складову. Армін вирішує приєднатися до військової підготовки кадетів 104-го корпусу разом з Мікасою й Ереном, оскільки вони останні близькі люди, які залишилися живими.
Армін був дуже боязким у дитинстві, а в поєднанні з фізичною слабкістю часто ставав легкою мішенню для хуліганів. Хлопець навіть відмовлявся дати відсіч, тому Ерен і Мікаса намагалися завжди постояти за нього. Таким чином, він виріс з низькою самооцінкою та думає, що він ніщо у цьому житті. До 845 року Армін спочатку жив у Шіганшіні з батьками та дідусем, будучи близьким другом Ерена, він часто обговорював з ним зовнішній світ з його солоними океанами, пустелями й іншими сюрреалістичними місцями. Таким чином він надихнув Єгера мріяти про це та досліджувати світ за стінами. Через це Арлерт вважався єретиком. Його дід залишив онука разом з іншими біженцями й пішов у похід, щоб повернути стіну Марія, де і помер.
Армін дуже добрий і безкорисливий. Він хвилюється про безпеку своїх друзів і для їх порятунку готовий піти на все. Коли під час 57-ї експедиції за стінами він, Жан Кірштейн і Райнер Браун вирішували, хто повинен залишитися без коня, Армін не вагаючись запропонував залишити його самого. Коли Жан був поранений під час відступу від броньованого Титана, Армін прийшов йому на допомогу, ризикуючи власним життям. Хоч він і Ерен були сповнені рішучості втілити свою мрію і жити за стінами, Армін був готовий пожертвувати своїм життям щоб відвернути Колосального титана під час Битви за Шіганшіну. Також, Армін дуже раціональний і урівноважений. Завдяки таким якостям, йому завжди вдається заспокоїти Ерена і Мікасу.
Армін є ключовою людиною, хто за допомогою логіки знайшов усіх ворожих гігантів-перевертнів серед нинішніх новобранців.

### Випускники 104-го корпусу
- Райнер Браун (яп. ライナー・ブラウン)

Кадет 104-го корпусу, який посів 2 місце серед випускників, вважається вольовою людиною з твердим характером і відмінною фізичною підготовкою, найбільш вміло завойовує довіру своїх товаришів. Райнер — відповідальний хлопець з сильним почуттям обов'язку. Він ставиться до своєї ролі солдата дуже серйозно, і закликає інших робити те ж саме. Має добре серце та схильність завжди думати спершу про інших, ніж про себе, приймаючи на себе додатковий тягар заради своїх товаришів. Він, як стверджується, «старший брат» інших кадетів.
Однак, пізніше показано, що він має серйозні емоційні та психічні проблеми в результаті своїх дій. Хоча він, як і раніше, вірний своїй справі, він був не в змозі впоратися з почуттям провини та почав придушувати свої справжні спогади. Під час цих епізодів він забуває свою справжню ідентичність, вважаючи себе солдатом-людиною. Таким чином, існує кілька відмінностей між його двома особистостями, його справжнє «Я» безжалісніше та фаталістичніше з необхідності. Він таїть в собі негативне ставлення до себе, маючи на увазі себе, як «лиходія» та «вбивцю», що тільки Бертольд й Енні можуть зрозуміти.
Врешті-решт, з'ясувалося, що він є Броньованим Гігантом (яп. 鎧の巨人), який супроводжує Колосального титана в атаці, що зруйнувала браму в стіні Марія. Як людина, Райнер має блондинисте коротке волосся, широкі плечі та досить високий на зріст, що дає йому загрозливий зовнішній вигляд. У формі ж Броньованого Титана його зріст — 15 метрів. Його шкіра повністю затвердіває за винятком м'язів.
У повідомлення у своєму блозі автор Хаджіме Ісаяма заявив, що статура Броньованого Титана заснована на професійному борці та спеціалісті зі змішаних бойових мистецтв Брока Леснара.
- Бертольд Гувер (яп. ベルトルト・フーバー)

Кадет 104-го корпусу, який посів 3 місце серед випускників. Висококласний спеціаліст у різних стилях рукопашного бою. Має вигляд замкнутої і тихої людини. Люди рідко бачать Бертольда без Райнера Брауна, його друга дитинства. Він має великий потенціал, але йому не вистачає впевненості в собі та потягу до лідерства, щоб передати це іншим. Пізніше з'ясувалося, що він є сумнозвісним 60-метровим Колосальним титаном (яп. ベルトルト・フーバー), який знищив Стіну Марія п'ять років тому. Він був описаний Ереном як мовчазна людина заднього плану. За визнанням Гувера, він є кимось на кшталт боягуза. І в офіційних рейтингах самооцінка у нього 1—2 з 10. Також він показав, що може холодно ставитися до інших. Коли Ерен говорить про його злочини, Бертольд думає, що це були нещасні випадки, і не особливо переживає з цього приводу. Так само він може бути дуже емоційним, це показано, коли Жан розповідав про час в кадетському корпусі. Бертольд лише злегка розплакався, кричачи, що це була не брехня і не гра.
Оскільки Бертольд — Колосальний титан, він володіє характерною зовнішністю і має ряд незвичайних здібностей. Його зріст становить 60 метрів, що робить його приблизно в чотири рази вище будь-якого іншого Титана (За винятком форми титанів роду Рейс). Колосальний титан є одним з найбільш сильно деформованих титанів. Це позначається на його зовнішньому вигляді: відсутність шкіри, щелепи й обличчя значно змінені в порівнянні з людською формою. Титан Колос може випускати пару з поверхні тіла. Кисті рук значно відрізняються від людських і титанічних.
- Енні Леонхарт (яп. アニ・レオンハート)

Кадет 104-го корпусу, яка посіла 4 місце серед випускників. Родом з того ж міста, що й Райнер Браун і Бертольд Гувер. У спогадах її батько, який тренував її у рукопашному бою, благає пробачити його з невідомих причин. Думаючи, що це може бути занадто пізно, він говорить Ені ставитися до всіх, як до ворогів, і просить, щоб вона пообіцяла йому повернутися додому.
Для Енні примітний її унікальний стиль ведення бою з сильним акцентом на мінімізацію переваг більшого та сильнішого супротивника через удари, кидки та прийоми. Як і Ерен, вона має здатність перетворюватися в 15-метрового титана та використовує цю форму, щоб знищити військові формування Легіону Скаутів. Титанова форма Енні схожа на еренову, але жіноча й більш м'язиста.
Енні вважається ізольованою за характером особистістю, яка сторониться людей та негативно ставиться до дружби і взагалі спілкування з оточуючими. Вона апатична людина з невеликим бажанням докласти зусиль, як їй здається, для створення безглуздої дисципліни, замість цього дівчина фокусується виключно на тому, щоб потрапити у військову поліцію для легкого життя. Проте, так чи інакше вона трохи захоплюється людьми, які мають глибоке почуття обов'язку та справедливості, кому власне життя не є байдужим, хто може присвятити себе всього й навіть померти за власні ідеали.
У реальності вона — Жіночий титан (яп. 女型の巨人) й агент, якого відправили для викрадення Ерена. Основний антагоніст людства після битви у Трості до її викриття. У формі титана Леонгарт має можливість селективно відновити деякі частини тіла швидше на відміну від автоматичної одночасної регенерації всіх пошкоджених частин. Вона може вибірково укріпляти частини її шкіри, щоб захистити її від пошкоджень або для посилення атаки, а також кричати, щоб привернути увагу звичайних титанів. Після захоплення вона згенерувала кокон з неймовірно жорсткістю й міцністю кристала, щоб уникнути допиту.
Про відносини Енні з Райнером Брауном і Бертольдом Гувером мало що відомо, попри те, що вони союзники-антагоністи — вона діє як самотній вовк. З Мікасою вона створила певну конкуренцію, до Арміна ставиться з жалем, поважає його розум і волю, тому зберегла йому життя під час переслідування, з Ереном її пов'язують партнерські стосунки, зокрема, хлопець зацікавив її своєю цілеспрямованістю та моральними якостями, з останнім Енні намагалася навіть фліртувати. Зрада Леонгарт сильно потрясла Єгера.
- Жан Кірштейн (яп. ジャン・キルシュタイン)

Кадет 104-го корпусу, який посів 6 місце серед випускників. Вкрай песимістичний про війну з титанами. Він закінчує тим, що веде народ на поставки газу для місії. Жан має почуття до Мікаси Акерман, своєрідний суперник Ерена, тому часто сперечається з ним і ревнує його до Мікаси. Ерен вважає, що первинна мета Жана — безпечне привілейоване життя в поліції, бо він боягуз. Жан, з іншого боку, прагнення Ерена приєднатися до Легіону Скаутів вважає ідіотським. Високо компетентний у тривимірному маневрі, має високу ефективність у його використанні.
Найпомітнішою рисою Жана є звичка говорити все, що в нього на думці, навіть, якщо він знає, що це було б нерозумно. Зазвичай такі дії стають причиною конфлікту, а різні точки зору фактором суперництва з Ереном. Тим не менш, він чесна людина. Марко відзначив, що Жан має здібність розуміти слабких, точно визначати що робити, коли ситуація стає небезпечною. Марко вважає, що це розуміння робить Жана хорошим лідером.
Після виявлення тіла свого друга Марко, Жан шокований. Пізніше, пам'ятаючи про конфронтацію з Ереном, комплімент Марко про його душевні сили, всупереч власному бажанню та страху, Жан приєднується до Легіону Скаутів замість військової поліції.
- Марко Ботт (яп. マルコ・ボット)

Кадет 104 корпусу, посів 7 місце серед випускників. Він прийшов, щоб служити у поліції та присвятити себе королю. З району Джінай. Мертвий.
- Конні Спрінгер (яп. コニー・スプリンガー)

Кадет 104 корпусу, який посів 8 місце серед випускників. Володіє точним маневруванням, але не дуже розумний. Вступив до легіону розвідки через мотивацію Ерена. З регіону Рагако. Є досить товариським і імпульсивним. Він з легкістю висловлює свою думку і хвалиться досягненнями, особливо будучи кадетом. Конні трохи неуважний і дурнуватий, любить ледарювати зі своїми друзями. Після декількох зіткнень з титанами, його наївна ініціатива пропадає. Але Конні залишається оптимістичним і не стає більш серйозним, навіть відчуваючи труднощі. Він намагається довести свою цінність і піклується про товаришів, завжди готовий допомогти.
- Саша Брауз (яп. サシャ・ブラウス)

Кадет 104 корпусу, посіла 9 місце серед випускників. Весела дівчина з малонаселеного гірського села мисливців Даупер (південний район стіни Роза), де жила разом із батьком, любить гарно поїсти, часто краде їжу з їдальні. Служить як комічний рельєф на фоні похмурості манги та аніме. Вона надмірно ввічлива, простодушна й ексцентрична. Пізніше приєдналася разом з іншими новачками до Легіону Скаутів. Підтримує дружні відносини з Конні Спрінгером.
У главі 36 манги Саша повертається додому в своє село в горах і там розмовляє своїм нормальним діалектом, яким не користувалася під час військової підготовки. Має сильну інтуїцію, але не підходить для роботи у команді, є експертом зі стрільби з луку. Через її дебютну появу в аніме, де вона їсть варену картоплю, фанати дали їй прізвисько Картопляна дівчина (яп. 芋 女).
Саша, в цілому, доброзичлива дівчина, яка прагне використовувати формальну мову навіть при розмові з іншими новобранцями. Вона так робить, щоб приховати акцент, який був у неї в своєму селі. Є простодушною і ексцентричною людиною.
Саша — дуже відважна людина. Опинившись на волосок від загибелі під час оборони Тросту, вона все ж зуміла подолати свій страх і вступити в Розвідкорпус. А пізніше дівчина ризикнула життям заради порятунку незнайомої дитини, схопившись з титаном на відкритій місцевості, будучи озброєною лише луком і стрілами.
- Кріста Ленц (яп. クリスタ・レンズ)/Хісторія Рейс (яп. ヒストリア・レイス)

Кадет 104 корпусу, блондинка, яка посіла 10 місце серед випускників. Добра дівчина, яка любить допомагати іншим. Колись вона втекла з дому та почала жити під іншим ім'ям. На пару з Імір, яка є її близькою подругою, минуле цього персонажа також покрите таємницею. Спражнє ім'я — Хісторія Рейс. Володіє знаннями щодо появи титанів.
Хісторія Рейс невпевнена в собі, але добра дівчина, готова допомагати людям. Вона славиться своїми добротою і самопожертвою, тому товариші по службі часто називають її «Богиня» і в думках пропонують їй вийти за них заміж. Хісторію легко налякати або вселити в неї невпевненість, але в екстремальних ситуаціях вона може діяти сміливо і рішуче. Вона справді поводилась наївно і по-дитячому, що іноді доходило до явної фальші.
За словами Імір, її доброта і самопожертва лише результат бажання залишитися в серцях людей, щоб її запам'ятали як хорошу і добру людину. Хісторія жила несправжнім життям, просто боячись відкрити свою особистість, дитяча травма призвела її до того, що думка оточуючих стало для неї найважливішим, Хісторія боялася розчарувати людей навколо себе.
Однак завдяки деяким подіям і людям Хісторія змогла вирішити жити для себе і відкрити свою особистість. Після цього вона стала набагато серйознішою, проявилися риси якоїсь владності, Хісторія спочатку справляла враження людини, сильно пошарпаної життям. Бажання допомагати іншим нікуди не поділося, тільки тепер це щирий прояв доброти з її боку.
- Імір (яп. ユミル)

Кадет 104 корпусу, близька подруга Крісти, до якої вона має романтичні почуття. Імір має загадковий і складний характер, тримаючи багато таємниць при собі. Спочатку здається егоїстичною, цинічною, владною та хитрою, відмовляється від співпраці, експлуататорська та конфронтаційна, але вона може бути доброю, особливо з Крістою. Часто морально тисне на інших людей, які не вірні власним ідеалам, особливо на Сашу Брауз, враховуючи, що остання використовує японську говірку замість свого нормального діалекту.
Як і в Ерена, в неї є здатність трансформуватися у титана за власним бажанням. Її титанська форма має 5 метрів заввишки, наймоторніша серед гігантів. Вона програла в замку Утгард і серйозно поранена потрапила до полону Колоса та Броньованого Титанів разом з Ереном після виявлення їхньої суті. Володіє знанням багатьох секретів щодо істинної природи титанів й історії людства. Хоча й не повністю готова довіряти Райнеру та Бертольту, вона зраджує людство в обмін на безпеку Крісти. Мало що відомо про її минуле чи мотивації, крім того, що вона хоче захистити Крісту за будь-яку ціну. Існують деякі натяки на те, що колись Імір була значущою людиною, її ненавиділи за її існування та вона «померла за щастя» інших. У якийсь момент дівчина перетворена на титана, провела 60 років у цьому стані, блукаючи по землі поза стіною Марія, відчуваючи, як вона описала, нескінченний жах.

## Дев'ять титанів
Дев'ять Титанів (九 つ の 巨人 Kokonotsu no Kyojin?) — це сила дев'яти Титанів, переданих протягом останніх 2000 років серед народу Імір після смерті Імір Фріц. Кожен з дев'яти титанів має своє ім'я і відмінну особливість. В перелік дев'яти титанів входять тільки: Титан-засновник, Атакуючий Титан, Титан жіноча особина, Титан Колос, Броньований Титан, Зубастий Титан (або ж, титан «Щелепа»), Звіроподібний Титан, Титан Молотоборець і Титан Вантажоперевізник.
Близько 2000 років тому Імір Фріц уклала угоду з Демоном Землі і стала першим титаном, Титаном-засновником. 13 років по тому вона померла і її сила була розділена на 9 титанів, які були передані її нащадкам. Потім дев'ять титанів знищили стародавню імперію Марлю і на завойованому континенті створили Елдійску імперію. Оскільки при передачі сили Титана важливу роль відіграють кровні зв'язки між носієм сили і її спадкоємцем, дев'ять титанів перебували під контролем благородних елдійских сімей за часів імперії. Прикладом цього може бути сім'я Фріц і їх Засновник, або сім'я Тайбер і їх Молотоборець.
Всі сім'ї, що володіли силами Титанів, крім сім'ї Фріц постійно ворогували між собою. Цей конфлікт був названий «Велика Війна Титанів», однак, Титан-засновник намагався підтримувати в імперії відносний мир. Коли 145-й король, Карл Фріц успадкував силу Засновника, він відчув сором за дії свого народу і співчував марлійцям, до яких в імперії ставились жорстоко. Він змовився з сім'єю Тайбер і разом вони придумали міфічного марлійського героя, Герос, який, нібито, переміг Карла і прогнав його на острів Парадіс. Таким чином, їм вдалося розв'язати громадянську війну в Елдії і коли вона припинилася, Марлії вдалося роздобути сили семи з дев'яти титанів, сховатися вдалося тільки Титану-засновнику і Атакуючому. Потім вони почали передавати сили всіх підконтрольних їм титанів, крім Молотоборця, вірним елдійським воїнам. В цей час Карл Фріц взяв з собою частину елдійців і вирушив на Парадіс, де звів стіни, перетворивши тисячі елдійців на титанів Колосів, і змусивши перетворити їхню шкіру на броню створити стіни, потім він стер спогади іншим елдійцям.

## Медіа

### Манґа
Серіалізація манґи розпочалася видавництвом Kodansha у щомісячному журналі Bessatsu Shōnen Magazine у своєму вересневому випуску 2009. Перший танкобон випущений 17 березня 2010-го. Серія ліцензована у Північній Америці видавництвом Kodansha Comics USA. Останній розділ манґи вийшов 9-го квітня 2021 року. Всього Атака титанів має 139 розділів.
У квітні 2025 видавництво Artbooks анонсувало вихід українського перекладу манґи в першій половині 2025 року.

### Аніме
Телевізійна аніме-адаптація виробництва студії Wit Studio (дочірня компанія IG Port) дебютувала 6 квітня 2013 на MBS і пізніше — Tokyo MX, FBS, TOS, HTB, TVA and BS11. Режисер — Тецуро Аракі, сценарист — Ясуко Кобаяші, композитор — Хіроюкі Савано, дизайн персонажів — Кьоджі Асано, художник-постановник — Суніхіро Нашіхара, звукорежисер — Джін Аґетава.
Опенінг «Guren no Yumiya» (紅蓮の弓矢, літ. Багряний Лук і стріли, стилізовано як «Feuerroter Pfeil und Bogen») виконує Linked Horizon, ендінг «Utsukushiki Zankoku na Sekai» (美しき残酷な世界, літ. Прекрасний жорстокий світ) — Йоко Хікаса.

### Перелік серій
| Сезон | Серії | Серії | Трансляція         | Трансляція            |
| Сезон | Серії | Серії | Показ першої серії | Показ останньої серії |
| ----- | ----- | ----- | ------------------ | --------------------- |
| 1     | 25    | 25    | 7 квітня 2013      | 29 вересня 2013       |
| OVA-1 | 4     | 4     | 7 липня 2013       | 8 серпня 2014         |
| OVA-2 | 2     | 2     | 9 грудня 2014      | 9 квітня 2015         |
| OVA-3 | 3     | 3     | 8 грудня 2017      | 9 серпня 2018         |
| 2     | 12    | 12    | 1 квітня 2017      | 17 червня 2017        |
| 3     | 22    | 12    | 23 липня 2018      | 15 жовтня 2018        |
| 3     | 22    | 10    | 29 квітня 2019     | 1 липня 2019          |
| 4     | 35    | 16    | 7 грудня 2020      | 29 березня 2021       |
| 4     | 35    | 12    | 10 січня 2022      | 3 квітня 2022         |
| 4     | 35    | 7     | 2023               | 2023                  |

### Фільми
У жовтні 2011 року було оголошено про початок зйомок повнометражного фільму. У грудні 2012 року стало відомо, що Тецуя Накашіма залишив посаду режисера. За словами дистриб'ютора фільму Toho, Накашіма мав значні творчі розбіжності щодо написання сценарію та інших питань. У грудні 2013 року стало відомо, що режисером фільму стане Шінджі Хіґучі, який також відповідатиме за спецефекти. Письменник Юсуке Ватанабе та критик/експерт із субкультури Томохіро Мачіяма оголосили, що разом із творцем серіалу Ісаямою напишуть сценарій фільму. У липні 2014 року стало відомо, що два фільми вийдуть на екрани влітку 2015 року. Також стало відомо, що деякі головні персонажі будуть вилучені з акторського складу, зокрема, Леві Акерман і Ервін Сміт. У березні 2015 року вийшов тизер-трейлер першого повнометражного фільму. Наступного місяця Toho випустила другий трейлер до першого фільму і оголосила, що друга частина буде називатися "Атака на Титана: Кінець світу". У червні 2015 року вийшов третій трейлер першого фільму, в якому було показано тривимірний маневр, а також підтверджено, що фільм вийде в кінотеатрах IMAX у Японії.
Повнометражний міні-серіал під назвою Shingeki no Kyojin: Hangeki no Noroshi (進撃の巨人 反撃の狼煙, "Атака на Титан: Протиракети") з тими ж акторами, що й у фільмах, розпочав трансляцію на онлайн-відеосервісі dTV компанії NTT DoCoMo  15 серпня 2015 року. Трисерійний серіал зосереджується на Зої Ханге та її дослідженнях титанів, а також на тому, як було створено обладнання для вертикального маневрування. 
Видання Deadline Hollywood повідомило 17 січня 2017 року, що компанія  Warner Bros. веде переговори про придбання прав на екранізацію франшизи "Атака Титану". Продюсер  «Гаррі Поттер і Фантастичні звірі та де їх шукати» Девід Гейман (David Heyman) буде продюсувати запропонований двосерійний проект, який стане римейком японських екранізацій 2015 року, знятих наживо. Однак через день представники Kodansha заявили, що не ведуть жодних переговорів з Warner Bros. Однак 29 жовтня 2018 року стало відомо, що Warner Bros. і Kodansha завершили угоду про виробництво екранізації, а режисером фільму стане Енді Мускіетті, який підписав контракт.

### Театр
Сценічна вистава під назвою Live Impact була оголошена на обкладинці журналу у Томі 21.  Її проведення було заплановане на період з 28 липня по 3 вересня 2017 року.  Виставу було скасовано після того, як один із співробітників потрапив у нещасний випадок.  